# Pseudognaptodon conjunctus
Pseudognaptodon conjunctus är en stekelart som beskrevs av Williams 2004. Pseudognaptodon conjunctus ingår i släktet Pseudognaptodon och familjen bracksteklar. Inga underarter finns listade i Catalogue of Life.